# Газелл (Каліфорнія)
Газелл (англ. Gazelle) — переписна місцевість (CDP) в США, в окрузі Сискью штату Каліфорнія. Населення — 95 осіб (2020).

## Географія
Газелл розташований за координатами 41°30′43″ пн. ш. 122°31′19″ зх. д. / 41.51194° пн. ш. 122.52194° зх. д. (41.511898, -122.521967).  За даними Бюро перепису населення США в 2010 році переписна місцевість мала площу 1,51 км², з яких 1,50 км² — суходіл та 0,00 км² — водойми.

## Демографія
Згідно з переписом 2010 року, у переписній місцевості мешкало 70 осіб у 37 домогосподарствах у складі 20 родин. Густота населення становила 47 осіб/км².  Було 49 помешкань (33/км²).
Расовий склад населення:
| - 92,9 % — білих - 5,7 % — корінних американців - 1,4 % — осіб інших рас |

До двох чи більше рас належало 0,0 %. Частка іспаномовних становила 7,1 % від усіх жителів.
За віковим діапазоном населення розподілялося таким чином: 11,4 % — особи молодші 18 років, 62,9 % — особи у віці 18—64 років, 25,7 % — особи у віці 65 років та старші. Медіана віку мешканця становила 53,7 року. На 100 осіб жіночої статі у переписній місцевості припадало 112,1 чоловіків;  на 100 жінок у віці від 18 років та старших — 113,8 чоловіків також старших 18 років.
Середній дохід на одне домашнє господарство  становив 25 916 доларів США (медіана — 30 556), а середній дохід на одну сім'ю — 30 211 долар (медіана — 32 083). За межею бідності перебувало 30,4 % осіб, у тому числі 100,0 % дітей у віці до 18 років та 0,0 % осіб у віці 65 років та старших.
Цивільне працевлаштоване населення становило 8 осіб. Основні галузі зайнятості: сільське господарство, лісництво, риболовля — 37,5 %, публічна адміністрація — 25,0 %, науковці, спеціалісти, менеджери — 25,0 %.